# Silvia Marsoni
Silvia Marsoni (Treviso, 2 settembre 1952) è un'oncologa e politica italiana, prima presidente della Provincia di Biella dal 1995 al 1999.

## Biografia
Nata nel 1952 a Treviso, ha conseguito la laurea in medicina all'Università degli Studi di Milano nel 1977 e intrapreso la specializzazione in oncologia presso il National Cancer Institute di Bethesda, dove ha lavorato fino al 1984. È stata responsabile dell'unità sperimentazioni cliniche dell'Istituto di ricerche farmacologiche "Mario Negri" dal 1987 al 1993. Ha collaborato con l'Istituto Europeo di Oncologia, di cui è stata dirigente, e le università di Milano e Ferrara.
Alle prime elezioni provinciali biellesi del 1995 venne candidata alla carica di presidente della provincia di Biella per la coalizione di centro-sinistra composta da Federazione dei Verdi, Partito Democratico della Sinistra, Popolari e Democratici. Risultò eletta al secondo turno del 7 maggio con il 55,7% dei voti, avendo la meglio contro lo sfidante Giovanni Gremmo del centro-destra.
Ricandidata per un secondo mandato alle provinciali del 1999 con i Democratici di Sinistra, perse lo scontro al ballottaggio con il 37,9% contro lo sfidante Orazio Scanzio del Polo per le Libertà.
Ritiratasi dalla politica nel 2004, ha diretto fino al 2011 la Fondazione SENDO di Milano e dal 2011 al 2017 la Fondazione del Piemonte per l'oncologia di Candiolo. Dal 2018 è scienziata ricercatrice presso l'Istituto Fondazione di oncologia molecolare ETS (IFOM-FIRC).